# Maciej Płażyński

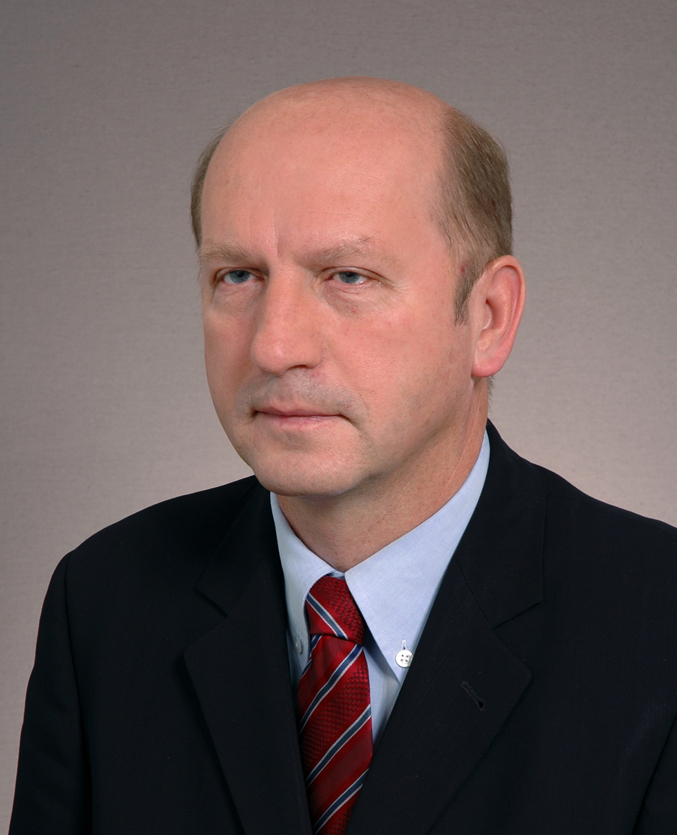
Maciej Płażyński.

Maciej Płażyński (Młynary (Polonia), 10 de febrero de 1958 - 10 de abril de 2010) fue un político polaco exlíder de la Plataforma Cívica (2001 - 2002).
Entre 1997 y 2001 fue el presidente del Parlamento (Sejm). Fue miembro de Acción Electoral Solidaridad. En 2001 fundó con Donald Tusk y Andrzej Olechowski un nuevo partido de centro-derecha; la Plataforma Cívica. En 2005 fue elegido para ocupar un escaño del Senado (Senat). Falleció el 10 de abril de 2010 en un accidente aéreo en el que también murieron el Presidente Lech Kaczynski y numerosos diputados y senadores.